# Saint-Jean-des-Champs
Saint-Jean-des-Champs – miejscowość i gmina we Francji, w regionie Normandia, w departamencie Manche.
Według danych na rok 1990 gminę zamieszkiwało 989 osób, a gęstość zaludnienia wynosiła 51 osób/km² (wśród 1815 gmin Dolnej Normandii Saint-Jean-des-Champs plasuje się na 229. miejscu pod względem liczby ludności, natomiast pod względem powierzchni na miejscu 131.).